# У гроб ништа не носиш
У гроб ништа не носиш (енгл. You Can't Take It with You) је амерички љубано-хумористички филм из 1938. године, режисера Френка Капре, у коме главне улоге тумаче Џин Артур, Лајонел Баримор, Џејмс Стјуарт и Едвард Арнолд. Сценарио је написао Роберт Рискин на основу истоимене представе Џорџа С. Кауфмана и Моса Харта, која је освојила Пулицерову награду. Филм говори о младићу из богате конзервативне породице који се вери за девојку из добронамерне, али изразито ексцентричне породице.
Филм је остварио критички и комерцијални успех. Био је номинован за седам Оскара, а освојио је два: за најбољи филм и најбољу режију (Капра). Ово је био трећи Каприн Оскар за најбољу режију у само пет година, након што их је добио за филмове Догодило се једне ноћи (1934) и Господин Дидс иде у град (1936).

## Радња
Успешан банкар, Ентони П. Кирби, управо се вратио из Вашингтона, где му је влада практично одобрила монопол на муницију, што ће га учинити веома богатим. Он намерава да купи радијус од 12 блокова око фабрике конкурента како би је угасио, али не успева да купи само једну кућу. Кирби налаже свом посреднику за некретнине, Џону Блејклију, да понуди огромну суму за кућу, и ако то не буде прихваћено, да изазове невоље породици. У међувремену, власник те куће, Вандерхоф, убеђује банкара по имену Попинс да дође код њега и оствари свој сан о прављењу играчака.
Кирбијев син, Тони, потпредседник у породичној компанији, заљубио се у стенографкињу компаније, Алис Сикамор. Када јој Тони предложи брак, Алис је забринута да га Тонијева богата и славна породица неће одобрити. Заправо, Алис је једини релативно нормалан члан ексцентричне породице Сикамор, коју предводи Вандерхоф. Иако Тонијева породица то не зна, Алисина породица живи у кући коју не желе да продају.
Кирби и његова сурпуга оштро не одобравају Тонијев избор за брак. Пре него што прихвати, Алис приморава Тонија да доведе своју породицу како би се боље упознала са њиховим будућим тазбинама. Али када Тони намерно доведе своју породицу дан раније, породица Сикамор је ухваћена неспремна и кућа је у нереду. Док се Кирбијеви спремају да оду након прилично катастрофалне вечери, полиција стиже као одговор на оно што виде као одштампане претње на лецима од Вандерхофовог зета, Еда Кармајкла. Када се запали ватромет у подруму, полиција хапси све у кући.
У притвору, док чекају да виде судију, госпођа Кирби више пута вређа Алис и говори да је недостојна за њеног сина, док Вандерхоф објашњава Кирбију колико је важно имати пријатеље и да упркос свом богатству и успеху у послу, „у гроб ништа не носиш”. На судском саслушању, судија омогућава Вандерхофу и његовој породици да измире оптужбе за ремећење мира и нелегално прављење ватромета одмеравањем новчане казне, коју Вандерхофови пријатељи из комшилука инсистирају да плате. Он више пута пита зашто су Кирбијеви били у кући Сикаморових. Када Вандерхоф, покушавајући да помогне Кирбију, каже да је то било због разговора о продаји куће, Алис га прекида и открива да је то било зато што је била верена за Тонија, али га одбија због тога колико се његова породица лоше понашала према њој. Ово је изазвало сензацију у новинама и Алис бежи из града.
Пошто је Алис отишла, Вандерхоф одлучује да прода кућу, што значи да цео комшилук мора да напусти крај у припреми за изградњу нове фабрике. Сада се Кирбијеве компаније спајају, стварајући огромну флуктуацију на берзи. Када Кирбијев конкурент, Ремзи, умире након што га је оптужио да је немилосрдан и неуспешан човек, Кирби схвата да га чека иста судбина и одлучује да напусти састанак на коме треба да потпише уговор.
Док се породица Сикамор сели из куће, Тони покушава да уђе у траг Алис. Кирби стиже и насамо разговара са Вандерхофом, делећи своје спознање. Вандерхоф му одговара тако што га позива да одсвира песму на усној хармоници коју му је раније дао. Њих двојица свирају, остатак породице се придружује весељу, а Алис се враћа Тонију. Касније, за столом за вечеру на којој присуствују обе породице, Вандерхоф открива да је Кирби продао назад све куће у блоку.

## Улоге
| Глумац            | Улога                   |
| ----------------- | ----------------------- |
| Џин Артур         | Алис Сикамор            |
| Лајонел Баримор   | деда Мартин Вандерхоф   |
| Џејмс Стјуарт     | Тони Кирби              |
| Едвард Арнолд     | Ентони П. Кирби         |
| Миша Ауер         | Потап Коленков          |
| Ен Милер          | Еси Кармајкл            |
| Спринг Бајингтон  | Пенелопи „Пени” Сикамор |
| Самјуел С. Хајндс | Пол Сикамор             |
| Доналд Мик        | Попинс                  |
| Х. Б. Ворнер      | Ремзи                   |
| Халивел Хобс      | Депина                  |
| Даб Тејлор        | Ед Кармајкл             |
| Мери Форбс        | Меријам Кирби           |
| Лилијан Јарбо     | Риба                    |
| Еди Андерсон      | Доналд                  |
| Кларенс Вилсон    | Џон Блејкли             |

## Продукција
У новембру 1937. Хари Кон из компаније Columbia Pictures купио је филмска права за оригиналну представу за 200.000 долара.
Након што је видео глумца Џејмса Стјуарта како игра „осетљиву, задивљујућу улогу у филму Navy Blue and Gold”, Френк Капра му је доделио главну мушку улогу, Тонија Кирбија, како би га „[уклопио] у свој концепт идеализоване Америке”.
Ограничено кретање Лајонела Баримора било је укључено у радњу филма. Његов лик је читав филм био на штакама, за шта се говорило да је настало због несреће због клизања низ ограду. У стварности, то је било због његовог све израженијег артритиса – раније те године био је приморан да се повуче из филма Божићна прича.
Ен Милер, која игра Еси Кармајкл (супругу Еда Кармајкла), имала је само 15 година током снимања филма.

## Пријем
Френк Нуџент из новина The New York Times назвао је филм „великим филмом, која ће разочарати само најповршније обожаваоце представе”. Часопис Variety га је назвао „финим материјалом за публику који никоме не иде преко главе. Комедија је у потпуности америчка, здрава, домаћа, људска, привлачна и дирљива”. Рецензија је сугерисала да је „могао да се ту и тамо мало уреди, иако никада није заморан”. Film Daily је написао: „Глатко режиран, природно одглумљен и пажљиво продуциран, У гроб ништа не носиш има све елементе забаве на платну које фанови могу пожелети.” Harrison's Reports га је назвао „одличним” и написао „Роберт Рискин је урадио добар посао у адаптацији позоришне представе јер је мудро ставио нагласак на људску, а не на фарсичну страну приче; ипак је то урадио без жртвовања иједног угла комедије.” Џон Мошер из The New Yorker-а сматрао је да је позоришна верзија супериорна, пишући да су многи нови додаци приче за платно учинили филм „дугачком и понекад тешком ствари, тим више што је даље од представе филмска верзија залута”.
Рецензирајући филм 2010. године, Џејмс Берардинели је написао да „није прошао тако добро као редитељеви бољи, безвременски филмови” због застареле природе лудих комедија и „невиности која прожима филм који се не чини тако добро током ера у којој публика цени мрак чак и у најсветлијим комедијама. Ипак, филм пружа довољно пријатна два сата заједно са подсетником колико су критеријуми за освајање Оскара били специфични за ту еру.”
На сајту Rotten Tomatoes филм има рејтинг одобравања од 95% на основу 73 рецензије и просечну оцену од 7,5 од 10. Консензус сајта гласи: „Ово је предвидљиво оптимистично остварење Френка Капре, можда најоптимистичнијег од свих великих америчких редитеља – али захваљујући изузетно привлачним изведбама и окретном сценарију, тешко је не волети У гроб ништа не носиш.”

## Оскари
Освојени
- Најбољи филм: Columbia Pictures
- Најбољи режисер: Френк Капра

Номинације
- Најбоља споредна глумица: Спринг Бајингтон
- Најбољи адаптирани сценарио: Роберт Рискин
- Најбоља фотографија: Џозеф Вокер
- Најбоља монтажа: Џин Хавлик
- Најбољи микс звука: Звучно одељење студија Columbia, Џон П. Ливадери

## Адаптације
Филм је адаптиран као радио-представа у емисији Лукс Радио Театар 2. октобра 1939. са Едвардом Арнолдом, Робертом Камингсом и Феј Реј.

## У популарној култури
Цитат из овог филма „У поверењу, она је ужасна!”, коју је мајстор балета Коленков рекао о једном од својих ученица, коришћен је у неколико цртаних филмова Шашаве дружне из 1940-их.

## Дигитална рестаурација
Године 2013, Sony Colorworks и Prasad Corporation дигитално су рестаурирали филм, уклонивши прљавштину, подеротине, огреботине и друге проблеме како би рестаурирали оригинални изглед филма.